# قودفريد جوفينز

صورة شخصية (التاريخ غير معروف)

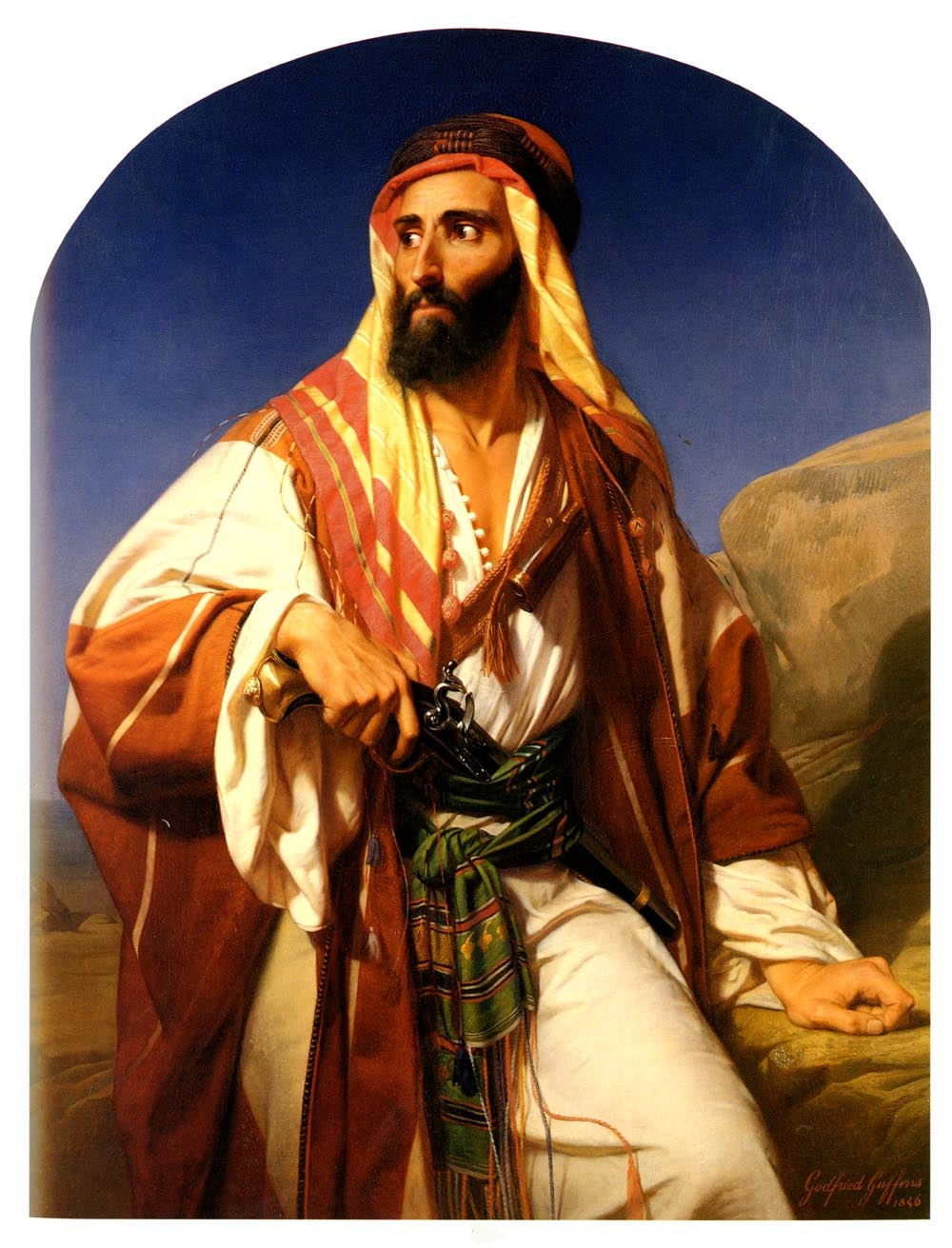
زعيم بدوي (1846)

 إيقدي قودفريد جوفينز (Egide Godfried Guffens)، (22 يوليو 1823 - 11 يوليو 1901) كان رسامًا بلجيكيًا. اشتهر بجدارياته الدينية والتاريخية الضخمة.

## الحياة والعمل
ولد في هاسيلت ببلجيكا. عندما كان في الخامسة عشر من عمره، تم قبوله في الأكاديمية الملكية للفنون الجميلة حيث درس تحت إشراف «نيسيسي دي كيسير» (Nicaise de Keyser). قام في وقت لاحق برحلة إلى إيطاليا لمشاهدة أعمال مايكل أنجلو ميكيلانجيلو (مايكل أنجلو) ورفائيل. وأثناء وجوده هناك، التقى يوهان فريدريش أوفربيك، عضو الحركة الناصرية، الذي كان له تأثير حاسم على أسلوبه. دفعه ذلك إلى زيارة ألمانيا ودراسة الأنواع الجديدة من اللوحات الجدارية التي كانت تتطور هناك.
توجد أكبر لوحة جدارية له في كنيسة القديس جورج في أنتويرب، والتي رسمها مع جان سويرت من 1859 إلى 1871. وتشمل بعض الجداريات البارزة الأخرى تلك الموجودة في قاعات بلدة كورتريك وهاسلت، وجوقة وسانت كوينتين. كاتدرائية وجوقة كنيسة القديسة أورسولا في لاناكن. فُقدت جدارية له من قاعة (Ypres Cloth Hall) خلال الحرب العالمية الأولى.
كان عضوًا في أكاديمية الفنون الجميلة في أنتويرب والأكاديمية الملكية للعلوم والأدب والفنون الجميلة في بلجيكا. كان أيضًا عضوًا مناظرًا في معهد فرنسا. في عام 1900، أصيب بجلطة دماغية أثناء تدريس فصل في الأكاديمية وتوفي في العام التالي في شيربيك. سميت شوارع هاسيلت وشاربيك باسمه.

## التكريم
- 1885: في وسام ليوبولد وسام ليوبولد برتبة قائد.[7]